# Armin Nack
Armin Nack (* 3. Februar 1948 in Steinhöring) ist ein deutscher Jurist. Er war zuletzt Vorsitzender Richter am Bundesgerichtshof.

## Leben
Nach dem Studium der Rechtswissenschaften und anschließendem Referendariat wurde er 1979 Staatsanwalt in Stuttgart und 1985 Richter am Landgericht Stuttgart. 1991 wurde er zum Richter am Bundesgerichtshof ernannt und war zunächst beim 5. Strafsenat in Leipzig tätig. Im Jahr 2000 übernahm er den stellvertretenden Vorsitz und ab 1. November 2002 den Vorsitz des 1. Strafsenats, den er bis zum Eintritt in den Ruhestand am 30. April 2013 ausübte.
Nack gilt als innovativer Jurist. Er entwickelte zusammen mit Rolf Bender die moderne Glaubwürdigkeits- und Beweislehre, ist Mitherausgeber bzw. (Mit-)Autor zahlreicher Veröffentlichungen und wurde mehrfach von Ausschüssen des Deutschen Bundestags als Experte im Gesetzgebungsverfahren angehört. Beachtung fand, dass der von ihm geführte 1. Strafsenat, nachdem er die Zuständigkeit für Steuerstrafsachen erhalten hatte, sich auf neue – strengere – Grundsätze für die Strafzumessung bei Steuerhinterziehung festlegte.
Der 1. Strafsenat stand unter der Leitung von Armin Nack in der Kritik, überdurchschnittlich viele Revisionsanträge durch Beschluss als offensichtlich unbegründet abzuweisen; waren bei den anderen Senaten ca. 35–40 % aller mit einer Begründung versehenen Entscheidungen für den Angeklagten überwiegend erfolgreich, so waren es beim 1. Senat zwischen 2005 und 2010 nur 14,5 %.
Nack war viele Jahre Landesvorsitzender der Arbeitsgemeinschaft sozialdemokratischer Juristinnen und Juristen (ASJ) Baden-Württemberg.

## Veröffentlichungen
- Rolf Bender, Armin Nack, Wolf-Dieter Treuer: Tatsachenfeststellung vor Gericht, Glaubwürdigkeits- und Beweislehre, Vernehmungslehre. 4. Auflage 2014, ISBN 978-3-406-65879-2
- §§ 94-111 p StPO. In: Rolf Hannich (Hrsg.): Karlsruher Kommentar zur Strafprozessordnung. 6. Auflage, 2008, ISBN 978-3-406-49798-8
- Organisierte Kriminalität – Schutz fremden Vermögens – Wareneinkauf – Bargeldlose Zahlung – Kapitalbeschaffung – betrügerische Verkaufsmethoden – Preisgestaltung – Maßnahmen gegen Schuldner – Kredit-, Bank- und Börsengeschäfte, Insider-Missbrauch, Maklergeschäfte – Waren- und Kapitalbeschaffung. In: Müller-Gugenberger, Bieneck (Hrsg.): Wirtschaftsstrafrecht, Handbuch des Wirtschaftsstraf- und -ordnungswidrigkeitenrechts. 4. Auflage, 2006, ISBN 978-3-504-40045-3
- Kommunale Kriminalpolitik als politische Aufgabe. In: Eva Kampmeyer, Jürgen Neumeyer (Hrsg.): Innere UnSicherheit. 1993, ISBN 978-3-923126-90-3.
- Beweiswürdigung beim Indizienbeweis. In: Kriminalistik 1995, S. 466–470.
- Matthias Jahn, Armin Nack (Hrsg.): Strafprozessrechtspraxis und Rechtswissenschaft – getrennte Welten? Referate und Diskussionen auf dem 1. Karlsruher Strafrechtsdialog 2007, 1. Auflage 2008, ISBN 978-3-452-26855-6
- CD-ROM: Armin Nack (Hrsg.), BGH-Nack, Strafsenate des BGH, Alle Entscheidungen seit Herbst 1991, ISBN 3-472-03772-5